# Tammerfors–Björneborg-banan
|  | Non-passenger head station |

| Unknown BSicon "KDSTaq" | Unknown BSicon "ABZg+r" |

|  | Non-passenger station/depot on track |

|  | Station on track |

|  | Unknown BSicon "ABZgl" |

|  | Unknown BSicon "eHST" |

|  | Unknown BSicon "eHST" |

|  | Unknown BSicon "PSL" |

|  | Station on track |

|  | Unknown BSicon "ABZg+r" |

|  | Station on track |

|  | Unknown BSicon "PSL" |

|  | Non-passenger station/depot on track |

|  | Station on track |

|  | Unknown BSicon "PSL" |

|  | Station on track |

|  | Unknown BSicon "PSL" |

|  | Unknown BSicon "PSL" |

|  | Station on track |

|  | Unknown BSicon "ABZg+l" |

|  | Non-passenger station/depot on track |

|  | Station on track |

|  | Junction both to and from left |

|  | Straight track |

|  | Non-passenger head station |

| Unknown BSicon "KDSTaq" | Unknown BSicon "ABZg+r" |

|  | Non-passenger station/depot on track |

|  | Station on track |

|  | Unknown BSicon "ABZgl" |

|  | Unknown BSicon "eHST" |

|  | Unknown BSicon "eHST" |

|  | Unknown BSicon "PSL" |

|  | Station on track |

|  | Unknown BSicon "ABZg+r" |

|  | Station on track |

|  | Unknown BSicon "PSL" |

|  | Non-passenger station/depot on track |

|  | Station on track |

|  | Unknown BSicon "PSL" |

|  | Station on track |

|  | Unknown BSicon "PSL" |

|  | Unknown BSicon "PSL" |

|  | Station on track |

|  | Unknown BSicon "ABZg+l" |

|  | Non-passenger station/depot on track |

|  | Station on track |

|  | Junction both to and from left |

|  | Straight track |

Tammerfors-Björneborgs-banan är en del av Finlands järnvägsnät och sträcker sig från Tammerfors, via Nokia och Kumo till Björneborg och vidare till Tahkoluoto. Bansträckningens längd är cirka 155 km och är huvudsakligen enkelspårig. Delen mellan Tammerfors och Björneborg är elektrifierad och delen mellan Tammerfors och Lielax är dubbelspårig. På banavsnittet förekommer både person- och godstrafik.
Högsta tillåtna hastighet på sträckan Tammerfors–Björneborg är 140 km/h (2009) medan Björneborg–Mäntyluoto har 70 km/h.